# Meliosma solomonii
Meliosma solomonii är en tvåhjärtbladig växtart som beskrevs av Alwyn Howard Gentry. Meliosma solomonii ingår i släktet Meliosma och familjen Sabiaceae. Inga underarter finns listade.